# نیروگاه بادی لوری ۱
نیروگاه بادی لوری ۱ (انگلیسی: Lori 1 Wind Farm) یک نیروگاه بادی در ارمنستان که در گردنه پوشکین رشته کوه بازوم، در استان لوری ارمنستان واقع شده‌است. ظرفیت این نیروگاه، که اولین نیروگاه بادی در کشور است ۲٫۶۴ مگاوات است که مشتمل بر چهار توربین بادی، با ظرفیت هر توربین ۶۶۰ کیلووات می‌باشد. ساخت نیروگاه در ماه دسامبر ۲۰۰۵ توسط شرکت سانیر ایران به پایان رسید، تأمین مالی ساخت این نیروگاه از طریق ایران انجام پذیرفت که بالغ بر ۳٫۲ میلیون دلار آمریکا بود. در طی سال ۲۰۰۶، این نیروگاه در طول یکسال تنها ۲٫۶ گیگاوات ساعت برق تولید کرد که ۱۱ درصد از ظرفیت نامی نیروگاه را شامل شد.
مقامات ایران و ارمنستان توافق کردند تا ظرفین نیروگاه را تا ۹۰ مگاوات افزایش دهند.